# جوستاف باور
جوستاف باور (بالألمانية: Gustav Bauer) سياسي ألماني (6 يناير 1870-16 سبتمبر 1944). تولى منصب المستشار في جمهورية فايمار من 21 يونيو 1919 إلى 26 مارس 1920.